# Flavio Sallustio
Flavio Sallustio (latino: Flavius Sallustius; fl. 361–363) è stato un politico romano.
Fu vicarius Hispaniarum, vicarius quinque provinciarum, prefetto del pretorio delle Gallie dal 361 al 363.
Fu amico dell'imperatore Giuliano e gli si è attribuito il breve trattato in lingua greca Perì theòn kaì kòsmou (Περί θεών καί κόσμου, Gli Dei e il Mondo).
L'attribuzione non è sicura tanto che si è pensato che l'opera fosse di Sallustio di Emesa, un sofista del V/VI secolo oppure di un Sallustio grammatico o di uno dei due Sallusti vicini a Giuliano, il Flavio Sallustio prefetto delle Gallie o Saturnino Secondo Salustio prefetto d'Oriente nel quale G. Rochefort ha riconosciuto il vero autore dell'opera composta fra il marzo e il giugno 362.